# Reign of Light

Reign Of Light est le sixième album studio du groupe de metal Samael sorti en 2004.

## Pistes
1. Moongate - 3:32
2. Inch'Allah - 3:30
3. High Above - 3:58
4. Reign Of Light - 3:50
5. On Earth - 4:03
6. Telepath - 3:35
7. Oriental Dawn - 4:24
8. As The Sun - 3:40
9. Further - 4:00
10. Heliopolis - 3:56
11. Door Of Celestial Peace - 4:06